# Cymbopogon
Cymbopogon es un género de plantas de la familia Poaceae, con cerca de 55 especies originarias de las regiones cálidas y tropicales de Asia. Es un tipo de pasto perenne. 

## Nombres comunes
Se conoce como zacate limón o zacatelimón en Honduras, El Salvador, Costa Rica, Nicaragua y México; es conocida como hierba luisa en Ecuador, Chile y Perú (no confundir con el Cedrón, el que se llama hierbaluisa); se le denomina caña santa en la parte occidental de Cuba y limoncillo o yerba de calentura en la oriental; se le llama cedrón pasto en el Noroeste Argentino y pasto limón en el centro de Argentina, suele utilizarse para tomar la infusión mate; se le conoce como hierba de limón en Panamá; limonaria o limoncillo en Colombia; hoja té de limón en Guatemala; paja cedrón en Bolivia; mal ojillo o malojillo en Venezuela; limoncillo en República Dominicana; cedrón Kapi-í en Paraguay; en el español filipino de Filipinas, país de la región donde la planta es originaria y comúnmente utilizada en la gastronomía, se conoce como tanglad; en Guinea Ecuatorial se denomina contrití que es una adaptación de 'country tea' por la influencia del pidgin nigeriano, no debe ser confundida con el cedrón o Aloysia citridora. Es también conocida como té de limón, pasto de limón, lemongrass o pasto citronella.

## Descripción
Son plantas perennes cespitosas, polígamas con tallos sólidos. Hojas generalmente aromáticas con olor a limón cuando son trituradas, una membrana ciliolada lígula, láminas lineares, aplanadas. Inflorescencia como un par de racimos cortos, los racimos agregados en una panícula compuesta, falsa, densa, espatácea, terminal, raquis articulado arriba del par basal de espiguillas, aplanado, las espiguillas pareadas, el par basal con las espiguillas similares, sin aristas, estaminadas, los otros pares de espiguillas con una espiguilla sésil bisexual, aristada, y la otra espiguilla pedicelada estaminada o estéril, las 2 más o menos de igual tamaño, las 2 espiguillas y 1 entrenudo del raquis caedizos como una unidad, o la pedicelada desarticulándose; espiguillas sésiles lanceoladas, con 2 flósculos, glumas iguales, coriáceas, ocultadas por los flósculos, la inferior aplanada, carinada lateralmente, los márgenes superiores agudamente inflexos, la superior navicular, carinada hacia el ápice, 1–3-nervia, flósculo inferior estéril, lema inferior enervia, hialina, ciliada, pálea inferior ausente, flósculo superior bisexual, lema superior hialina, profundamente 2-lobada, cortamente aristada desde el seno, pálea superior diminuta o ausente, lodículas 2, estambres 3, estilos 2; espiguillas pediceladas similares a las espiguillas sésiles pero la gluma inferior redondeada, herbácea, pedicelos libres, flósculo inferior ausente, flósculo superior estaminado, lema superior hialina, estambres 3. Fruto una cariopsis; hilo punteado.

## Distribución geográfica
Estas plantas son originarias de las zonas tropicales y subtropicales de Asia, África y Australia, y se han introducido en la América tropical. Varias especies tienen un fuerte aroma cítrico y se cultivan por sus aceites esenciales.

## Taxonomía
El género fue descrito por Curt Polycarp Joachim Sprengel y publicado en Plantarum Minus Cognitarum Pugillus 2: 14. 1815. La especie tipo es: Cymbopogon schoenanthus Spreng.

## Citología
En lo referente a la Citología, tiene un número de cromosomas de: x = 5, o 10. 2n = 20, 22, 40, y 60.

## Etimología
Etimológicamente Cymbopogon es un nombre genérico que deriva del griego kumbe = (barco) y pogon = (barba), refiriéndose a las muchas aristas y espatas parecidas a un barco.

## Componentes singulares
Cymbopogon citratus contiene citral que se obtiene por destilación al vapor de las hojas. La hierba de citronela (C. nardus) contiene geraniol (aceite de citronela).

## Historia
Francisco Hernández en el siglo XVI relata el uso del zacate limón como antiespasmódico, antipalúdico, antitusígeno, carminativo, diaforético, ”dolor alcohólico”, estimulante y ”rubefaciente”.[cita requerida] No es hasta el siglo XX cuando la Sociedad Mexicana de Historia Natural vuelve a mencionarla y a recomendarla como antiespasmódico.[cita requerida] Luis Cabrera poco después comenta que tiene efectos antiespasmódicos, aperitivos, eupépticos y sirve para la gastroenteritis, y finalmente la Sociedad Farmacéutica de México reitera su uso como antiespasmódico y eupéptico.[cita requerida]

## Usos

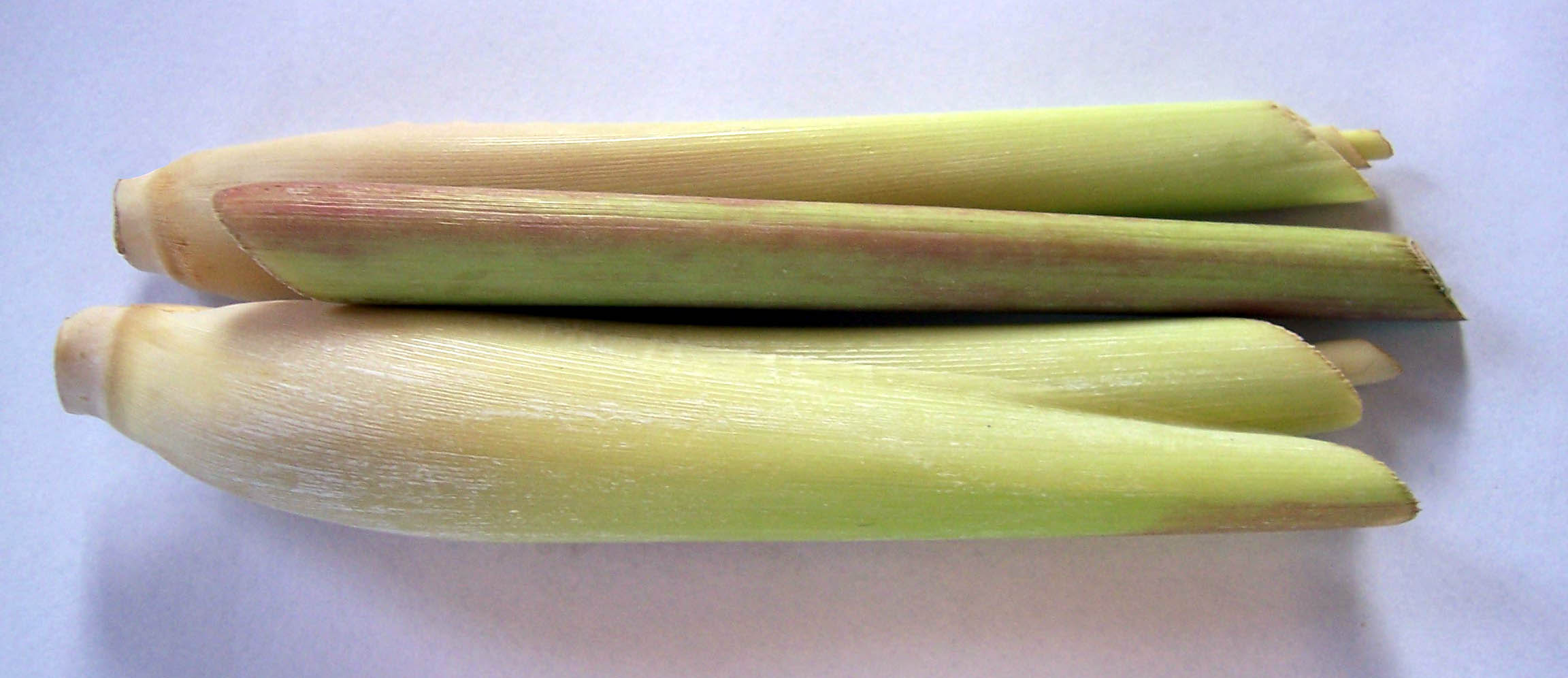
Pasto de limón preparado

El pasto de limón se usa ampliamente en Asia como condimento culinario, particularmente en la Gastronomía del Sudeste Asiático, en países como Tailandia, Laos, Camboya, Indonesia, Filipinas y Vietnam. También es ampliamente utilizada en Sri Lanka y en la cocina caribeña. Tiene un sabor y aroma similares al del limón y puede secarse, pulverizarse o usarse fresco. El tallo es difícil de ingerir, exceptuando la parte interna. Sin embargo, puede molerse finamente conservando el aceite aromático. El principal constituyente del aceite del pasto-limón es el citral.
Se usa comúnmente en infusiones de té, sopas y currys, lo mismo que en pescados y mariscos. Se usa más frecuentemente como té en los países africanos.
El pasto de limón del este de la India (Cymbopogon flexuosus), también conocido como pasto de cochin, pasto de Malabar, es originario de Camboya, India, Sri Lanka, Birmania y Tailandia mientras que el pasto de limón del oeste (Cymbopogon citratus) se presume tiene su origen en Malasia mientras ambos son usados de manera intercambiable, la especie C. citratus tiene un perfil más orientado hacia la cocina. En la India la especie C. citratus es usada como hierba medicinal y en perfumes. La citronela (Cymbopogon nardus y Cymbopogon winterianus) es similar a las especies descritas arriba pero crece hasta una altura de 2 m y los tallos en la base son en color rojo.

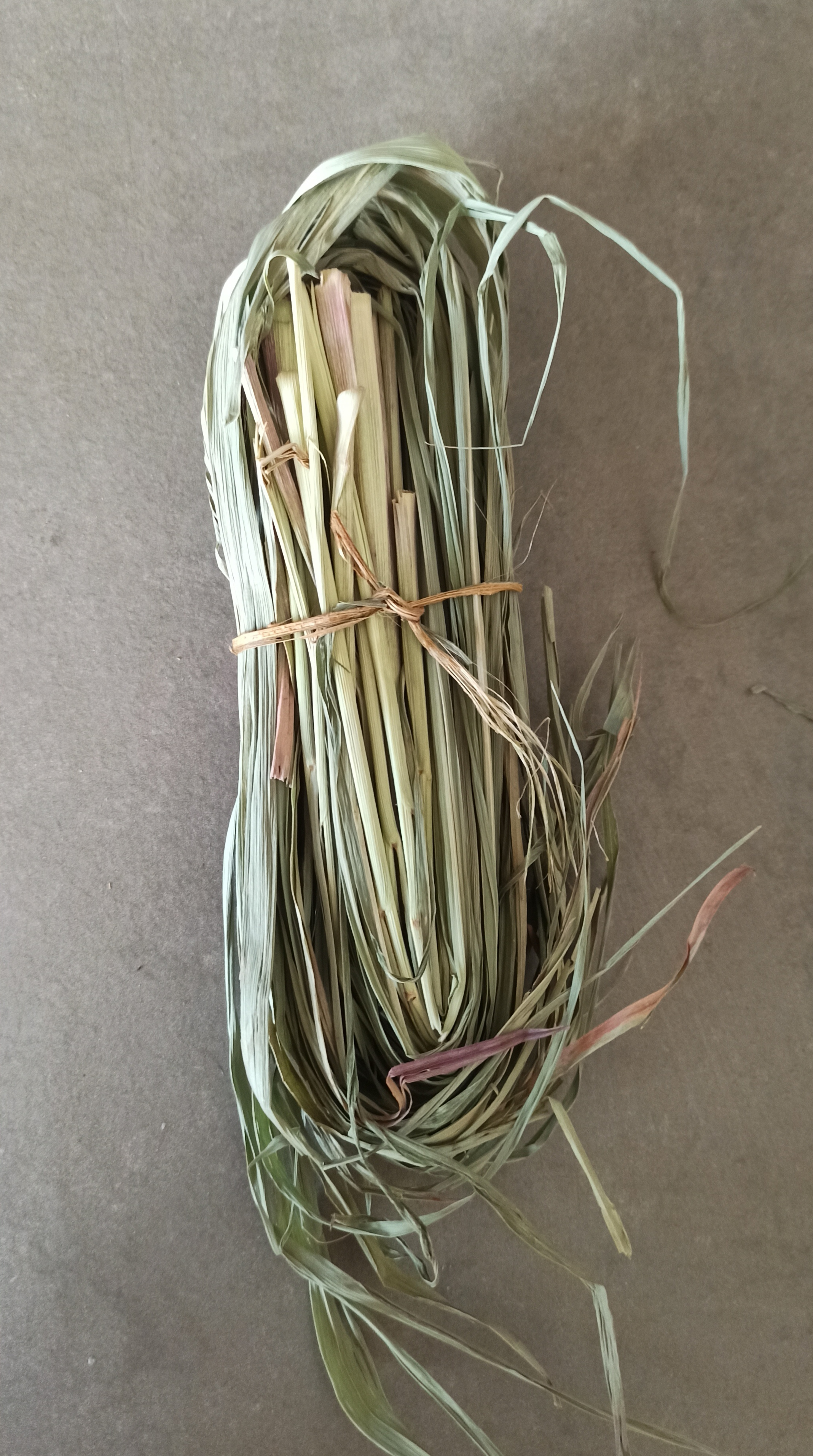
Hierba luisa seca, presentación de venta en mercados callejeros en Bolivia.

Estas últimas especies son usadas para la producción de aceite de citronela, el cual se usa en jabones, como repelente de mosquitos, insecticidas, y velas, también en aromaterapia, la cual es famosa en Bintan, Indonesia. Los principios químicos activos de la citronella, geraniol y citronelol son antisépticos, de ahí su uso en desinfectantes caseros y jabones. Al lado de la producción de aceite, el pasto citronella tiene uso culinario como “té de limón” o “de Ceylan”. En el Perú se usan solo las hojas en infusión. En Paraguay forma parte de uno de los yuyos más populares para preparar la bebida denominada tereré.

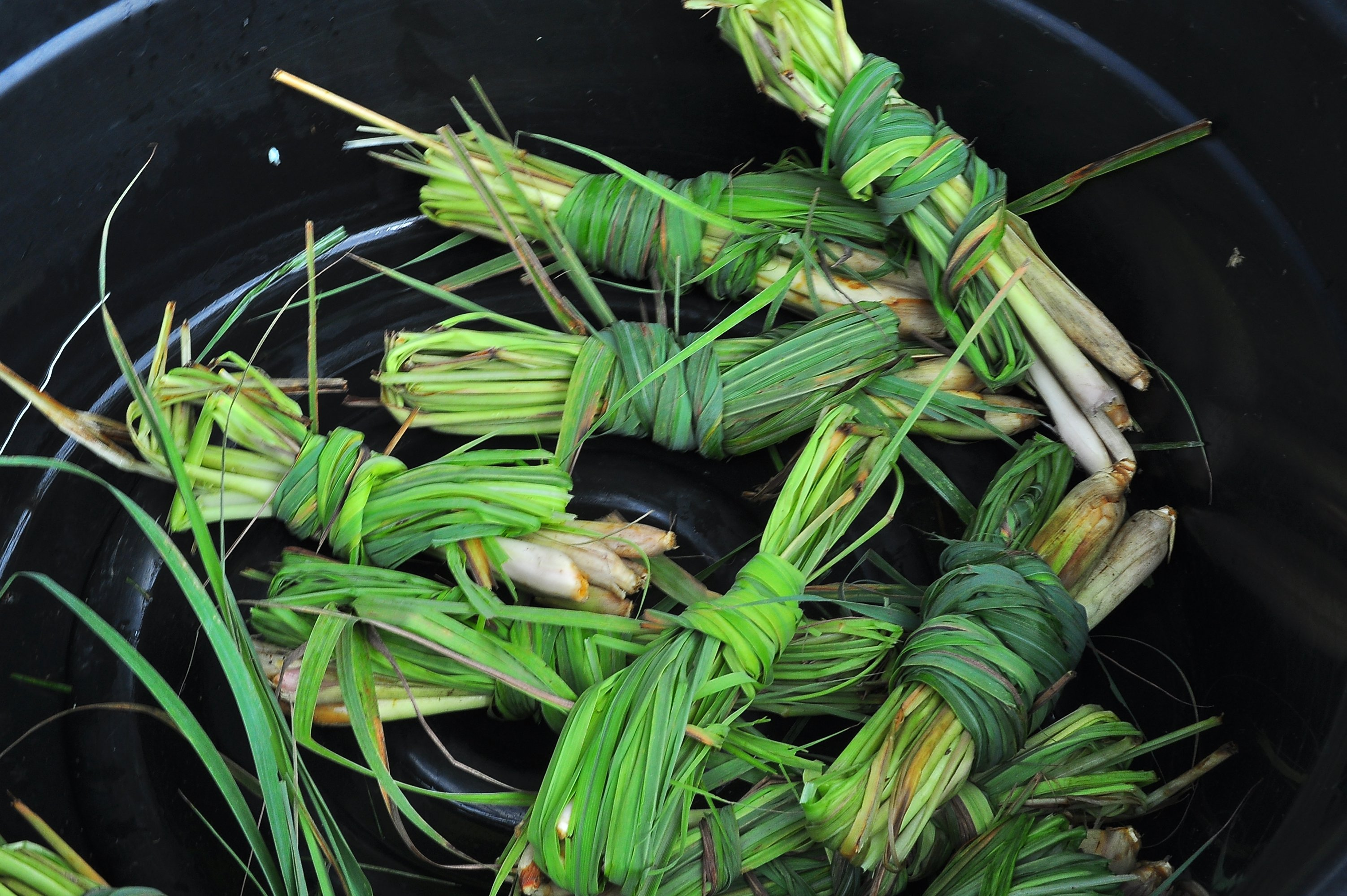
Manojos de hierba limón listos para ser usados en la cocina filipina.

## Aspectos de seguridad
La Administración de Alimentos y Medicamentos de los Estados Unidos ha declarado que el aceite esencial de limoncillo es generalmente reconocido como seguro en los alimentos para los usos tradicionales (estatus 'Generally Recognized As Safe', GRAS).

## Cultivo

### Enfermedades
Una enfermedad es la pudrición de las raíces provocada por una humedad excesiva del suelo. El mejor método de evitarla es hacer un buen drenaje del suelo. 
Otra enfermedad es la roya, provocada por un hongo, cuya aparición es favorecida por las primeras lluvias de otoño. Para combatirla se emplea un fungicida como el maneb, en dosis de 2 kg/ha de producto comercial, durante 2 o 3 semanas.

### Rendimientos
El primer año de cultivo el rendimiento es bajo. A partir del segundo año la producción de hoja fresca es de unas 9 tm/ha que se reducen a 5 tm de hoja seca. La relación entre el peso de hojas secas y el de las ramas frescas que las portan, es del 20 al 25% de éstas.

## Lista parcial de especies
- Cymbopogon ambiguus  A.Camus
- Cymbopogon arriani Aitch.
- Cymbopogon bombycinus (R.Br.) Domin
- Cymbopogon citratus (DC.) Stapf (caña santa, limonaria, zacate limón)
- Cymbopogon citriodorus Link
- Cymbopogon excavatus Stapf ex Burtt Davy
- Cymbopogon flexuosus (DC.) Stapf
- Cymbopogon martini (Roxb.) Will.Watson (palmarosa)
- Cymbopogon nardus (L.) Rendle (citronela)
- Cymbopogon obtectus S.T.Blake
- Cymbopogon procerus (R.Br.) Domin
- Cymbopogon schoenanthus Spreng. - junco oloroso de Arabia, paja de camello de Arabia, paja de La Meca.[6]
- Cymbopogon winterianus Jowitt ex Bor[7][8]

## Composición química
Las partes aéreas de la planta contienen un aceite esencial en el que se han identificado los monoterpenos alcanfor, borneol, camfeno, cineal, citral, citronelal, citronelol, fenchona, geranial, geraniol, 6-metil hep-5-en-ona, limoneno, linalol, mentol, mentona, mirceno, neral, acetato de nerol, nerol, ocimeno, alfa-pineno, terpineol, terpinoleno y los sesquiterpenos alfa-oxobisabolona, beta-cadineno y humuleno. En las hojas se han detectado el beta-sitosterol y los triterpenos cimbopogenol, cimbopogona y cimbopogonol. [cita requerida]

## Farmacología
Varios estudios demuestran [cita requerida] que el aceite esencial ejerce una actividad antibiótica contra las bacterias Staphylococcus aureus, Bacillus subtilis, Escherichia coli, Pseudomona aeruginosa, Mycobacterium smegmatis, antimicótica contra los hongos Candida albicans, C. pseudotropicalis y otros hongos; y antimutagénica.
El extracto acuoso de las hojas ejerció una acción hipotérmica en ratas al ser administrado por vía intraperitoneal a la dosis de 0.05g/kg.[cita requerida] Este mismo extracto presentó una actividad antiinflamatoria y diurética en ratas por vía intragástrica y también una actividad inhibitoria de la movilidad intestinal en ratones al administrarse por vía intraperitoneal, efecto que fue reproducido en íleon de conejo con una fracción insaponificable de la hoja y en íleon de rata con un extracto acuoso de las hojas.[cita requerida]
En el hombre, el extracto acuoso de la hoja provocó un estado de ansiedad en 16 voluntarios sanos, usando la prueba de Stroop Colour-word cuando fue administrado por vía oral a la dosis de 2-10g. El extracto en dosis de 4g persona presentó una actividad depresora del sistema nervioso central en adultos. El aceite esencial administrado en cápsulas a 22 voluntarios a la dosis de 140mg/día durante 60 días disminuyó ligeramente los niveles de colesterol, y de 8 individuos, de manera significativa.[cita requerida]
En 2006, un equipo de investigadores de la Universidad Ben Gurión de Israel ha investigado que la citronela de la especie Cymbopogon citratus causa apoptosis (muerte celular programada) de células cancerosas. Con estudios in vitro, los investigadores han estudiado el efecto del citral, una molécula que se encuentra en la citronela, sus células normales y cancerosas. Utilizando una concentración de citrato de 44,5 µM, los investigadores notaron que la molécula induce la muerte programada en las células cancerosas.